# Sediul Universității Babeș-Bolyai
Sediul Universității Babeș-Bolyai, cunoscută și drept Clădirea centrală a universității, este o clădire monument istoric din Cluj-Napoca (cod CJ-II-m-B-07370), actual sediu al Universității Babeș-Bolyai și fost sediu al Universității Franz Joseph (1902–1919), al Universității Regele Ferdinand (1919–1940) și al Universității Victor Babeș (1945–1959).

## Localizare
Clădirea este situată între străzile Mihail Kogălniceanu, Universității, Ion I. C. Brătianu și Emmanuel de Martonne. A fost construită pe vechea locație a Colegiului Iezuit.

## Arhitectură
Clădirea universității a fost construită în stil neo-renascentist, cu două curți interioare cvasi-rectangulare și o intrare monumentală, marcată de trei uși masive, egale ca dimensiuni. Intrarea principală duce la o scară interioară masivă care duce până la ultimul etaj și desparte cele două curți interioare ale clădirii. Forma clădirii este dreptunghiulară, cu excepția unei nișe în colțul nord-vestic, în care se află Biserica Piariștilor. Clădirea este împărțită în trei secțiuni, cea de est (construită între 1893 și 1984), cea de vest (construită între 1896 și 1897) și cea centrală (construită între 1900 și 1902), totodată cea mai înaltă. Fațada clădirii este placată cu cărămidă klinker de culoare galbenă.
În frontonul clădirii, unde acum este scris numele Universității Babeș-Bolyai, a existat inițial un ansamblu statuar de figuri alegorice care avea în centru o sculptură a împăratului Franz Joseph cu actul de înființare al universității în mână. După Marea Unire Universitatea Franz Joseph a părăsit Clujul, iar nou înființata Universitate „Dacia Superioară” a decis îndepărtarea ansamblului de statui în anul 1920, o parte din ele ajungând la Grădina Botanică. Au mai fost înlăturate și placa comemorativă a construcției, precum și bustul împăratului patron.
Deasupra ferestrelor aulei de la etajul al doilea al corpului central, sunt în continuare prezente figuri alegorice simbolizând științele naturale, literele, matematica și dreptul. În fața edificiului, spre est, se află Grupul statuar Școala Ardeleană.